# Бранко Грчич
Бра́нко Грчич (хорв. Branko Grčić; нар.16 квітня 1964, Кнін, Хорватія) — хорватський політик, економіст, колишній віце-прем'єр і міністр регіонального розвитку та фондів ЄС в лівоцентристському уряді Зорана Мілановича.

## Життєпис
Народився 16 квітня 1964 у Кніні, де закінчив початкову школу та економічний технікум. Вищу освіту здобув на економічному факультеті Сплітського університету у 1987 році, де займає посаду професора, працюючи там з кінця 1987 року. В жовтні 1990 року на економічному факультеті Загребського університету захистив магістерську дипломну роботу на тему «Економетрична модель розвитку суспільного сектора економіки Далмації», а в квітні 1996 року успішно захистив докторську дисертацію на тему модельного підходу до регіонального розвитку («Імітаційна модель управління розвитком регіону»). У липні 1997 року йому присвоєно звання ад'юнкта, у грудні 2001 року доцента, а в березні 2005 року професора з наукових дисциплін «Макроекономіка» і «Регіональна економіка». 
Опублікував не менш ніж шістдесят наукових і фахових праць на батьківщині та за кордоном, особливо в галузі макроекономіки і регіональної економіки та розвитку підприємництва. В ході своєї наукової роботи був учасником кількох національних і міжнародних наукових зустрічей і конференцій. 
Обіймав посаду декана економічного факультету Сплітського університету. 
Член Соціал-демократичної партії Хорватії з 1999 року, входить до складу її керівного органу — Головного комітету та очолює Раду з економіки і регіонального розвитку. Депутат парламенту з 2007 року, член його Економічного комітету, Комітету з питань європейської інтеграції та Комітету з міжпарламентського співробітництва. Обіймав і посаду заступника голови хорватської парламентської делегації у Спільному парламентському комітеті Хорватії та Європейського Союзу.
Керував переговорною групою «Регіональна політика та координація структурних інструментів» на перемовинах із ЄС. 
Був економічним стратегом СДПХ та одним із творців економічної програми коаліції «Кукуріку».
На парламентських виборах у 2015 році був переобраний депутатом парламенту.
Одружений, батько двох дітей. Крім хорватської, говорить також англійською мовою, захоплюється тенісом і музикою.